# António Luís Machado Guimarães
António Luís Machado Guimarães ComC • CvNSC (Vila Nova de Famalicão, 31 de Janeiro de 1820 – Joane, 18/19 de Junho de 1882), 1.º Barão de Joane, foi um empresário agrícola e comercial português.

## Família
Filho de Domingos Luís e de sua mulher Joaquina Machado, neto paterno de António Luís e de sua mulher Firmina Maria e neto materno de Manuel Caetano Machado (Guimarães, Ronfe, 1 de Outubro de 1758 – ?) e de sua mulher Joana Maria Ferreira de Araújo (Vila Nova de Famalicão, Joane, 14 de Fevereiro de 1764 – ?).

## Biografia
Brasileiro de torna-viagem.
Era Fidalgo Cavaleiro da Casa Real, grande Proprietário em Joane, Comendador da Ordem Militar de Cristo e Cavaleiro da Ordem de Nossa Senhora da Conceição de Vila Viçosa.
O título de 1.º Barão de Joane foi-lhe concedido por Decreto de 11 de Julho e Carta de 16 de Julho de 1870 de D. Luís I de Portugal. Usou Armas concedidas por Carta de D. Luís I de Portugal de 10 de Junho de 1865: Machado (plenas); timbre: Machado; Coroa de Barão, depois de agraciado.

## Casamentos e descendência
Casou primeira vez com Joana Teresa Guimarães, da qual teve um filho: 
- António Luís Machado Guimarães (Rio de Janeiro, Candelária, 18 de Janeiro de 1847 – Vila Nova de Famalicão, Calendário, Casa de Rorigo[2], 1 de Outubro de 1909), Presidente da Câmara Municipal de Vila Nova de Famalicão, o qual surge identificado como Barão de Joane nas listas dos presidentes da Câmara Municipal de Vila Nova de Famalicão, mas nem a "Grande Enciclopédia Portuguesa e Brasileira" nem a "Nobreza de Portugal e do Brasil" referem a verificação da 2.ª vida do título, Representante do Título de Barão de Joane, casado com Balbina Gracinda Simões Machado, sem geração

Casou segunda vez com Praxedes de Sousa Guimarães (São Pedro do Sul, Rio Grande do Sul, 1828 – Vila do Conde, Vila do Conde, 16 de Setembro de 1901, sepultada no Cemitério Público de Vila Nova de Famalicão), filha de Bernardino de Sousa Guimarães (Santo Tirso, São Mamede do Coronado, c. 1800 – 7 de Dezembro de 1878), Capitalista estabelecido em terras brasileiras, e de sua mulher Maria Manuela Machado de Lima (Curitiba, Paraná – ?), da qual teve um filho: 
- Bernardino Luís Machado Guimarães (Rio de Janeiro, 28 de Março de 1851 – Vila Nova de Famalicão, 29 de Abril de 1944), Representante do Título de Barão de Joane, Grão-Mestre do Grande Oriente Lusitano, Presidente do Ministério e Presidente da República Portuguesa